# ماركوفيليا

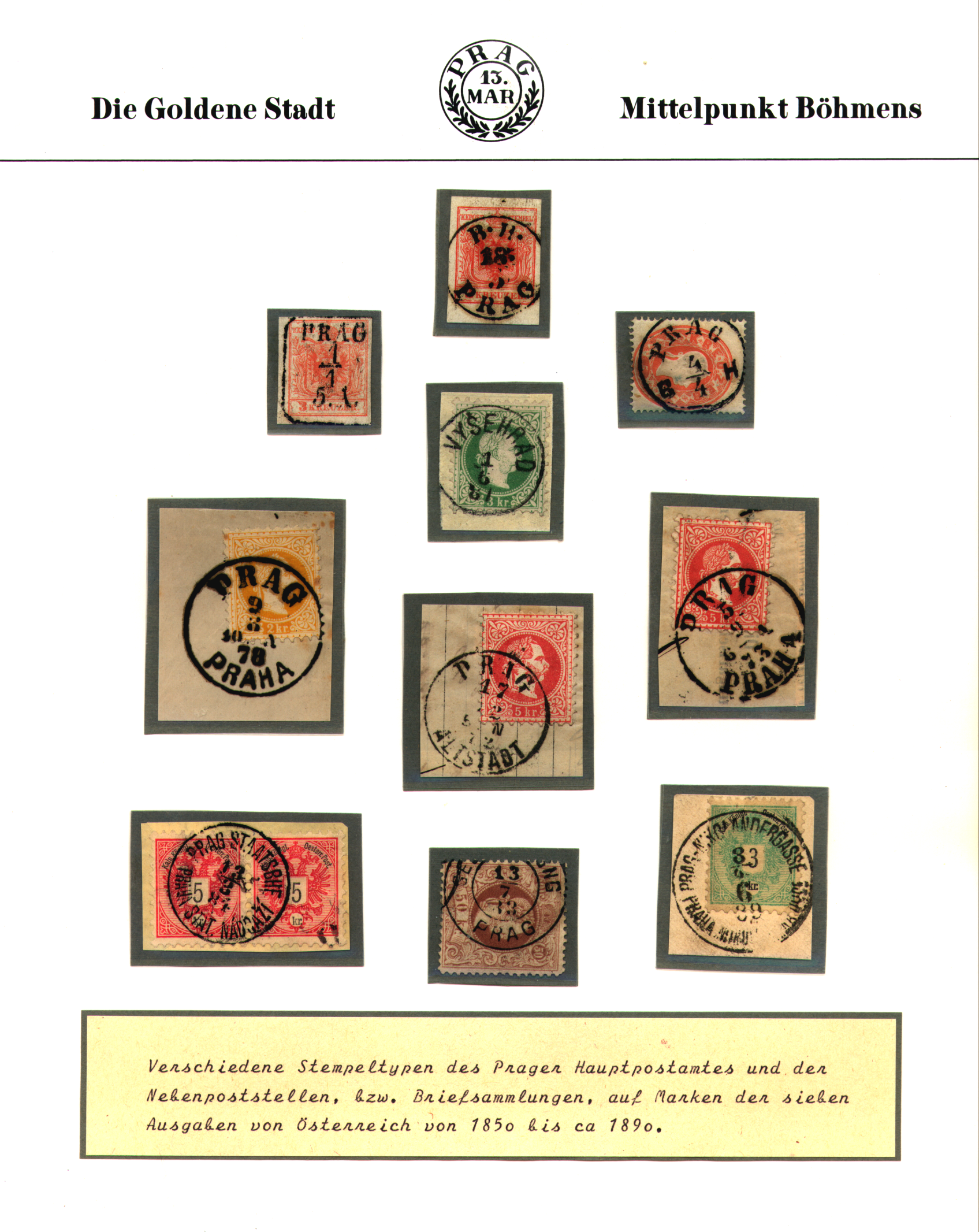
دراسة عن العلامات البريدية لمدينة براغ بين عامي 1850 و 1888.

ماركوفيلي هي الدراسة المتخصصة وجمع العلامات البريدية والتأشيرات البريدية المطبقة يدويًا أو آليًا على البريد الذي يمر عبر نظام بريدي ويطبقه المشغل البريدي الذي يمر عبر مجاله . كان مصطلح الإتصالات مصطلحًا يستخدم قبل الحرب العالمية الثانية ولكنهُ نادرًا ما يستخدم اليوم. 
هناك فرعين لمجمعي العلامات البريدية (ماركوفيليست) - الأولى تهتم بشكل رئيسي بتفاصيل وأسلوب وتصميم العلامات البريدية، والثانية التي تأخذ في الاعتبار التاريخ السياسي والاجتماعي والبريدي المحيط بها. توفر المدن الكبيرة التي تحتوي على العديد من مكاتب البريد فرصًا كبيرة للدراسة نظرًا للمجموعة الواسعة من الختم اليدوي أو إلغاء الآلة المستخدمة في أي فترة زمنية. توفر فرصًا واسعة للدراسة واختيار موضوع للدراسة أو المجموعة منها. [المصدر المطلوب]
على الرغم من أنه ليس بالموضوع المرتبط بتاريخ البريد بشكل خاص، إلا أنه يمكن جمعه ودراسته على هذا النحو.